# MV 도냐파스

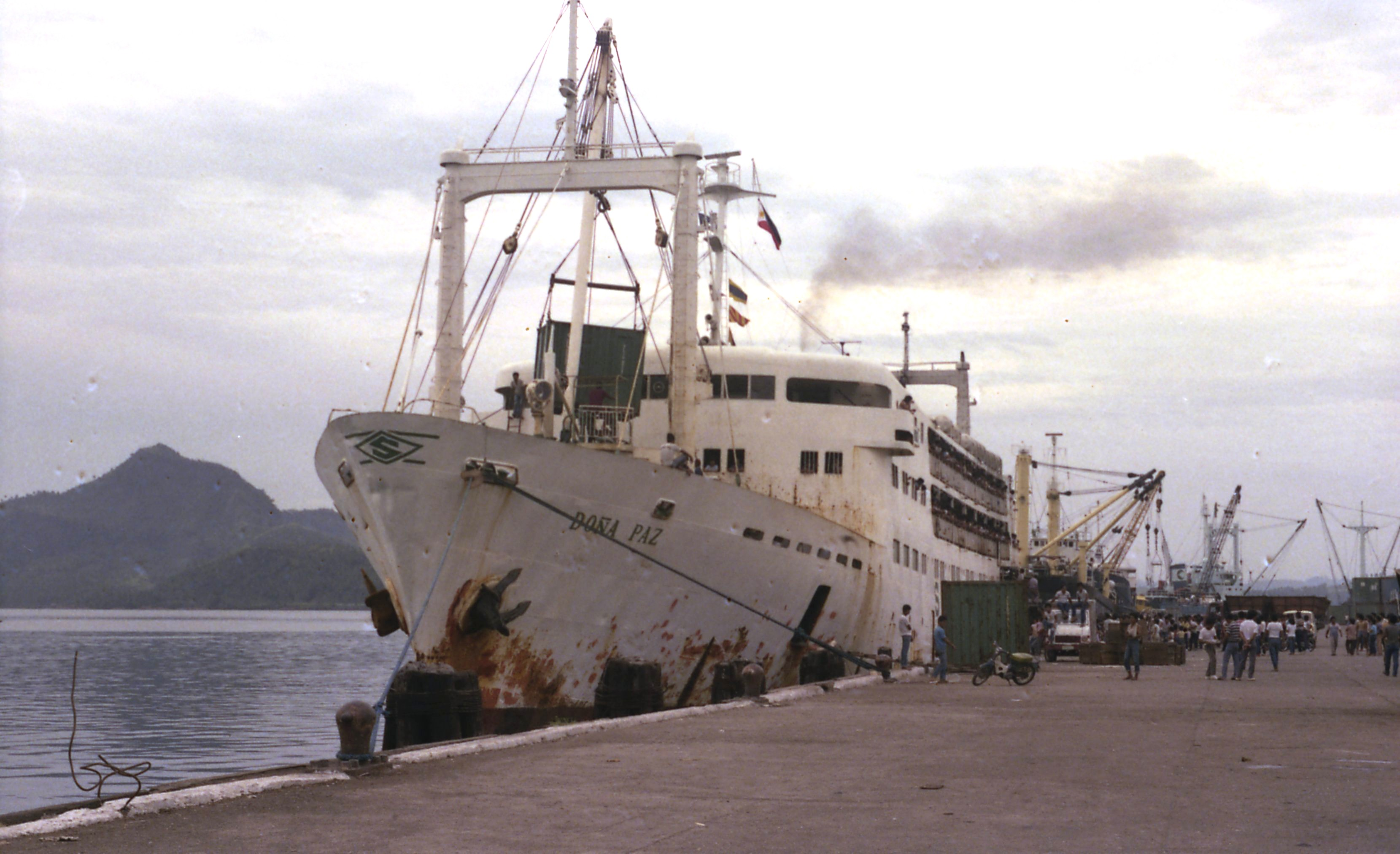
1984년 촬영

MV 도냐파스(스페인어: MV Doña Paz)는 필리핀 국적의 연락선으로, 1987년 12월 20일 유조선 MT 벡토르와 충돌, 침몰했다. 사고로 4,375명이 죽었고 26명만 구조됨으로써 역사상 최악의 비전시상황 해사재난으로 기록되었다.
도냐파스호는 레이테섬에서 출발해 필리핀의 수도 마닐라를 향해 항행하고 있었다. 배는 심각하게 과적되었고, 2,000 명의 승객은 명부에도 올라와 있지 않았다. 또한 무전기도 없었고 구명동의는 잠겨 있었다. 그러나 공적 조사상으로는 무면허 항행 중이던 유조선 MT 벡토르 쪽에 직접책임이 있다고 결론내려졌다.